# Police nationale (Afghanistan)
Pour les autres articles nationaux ou selon les autres juridictions, voir Police nationale.
La Police nationale afghane (pachto : د افغانستان ملي پولیس ; persan : پلیس ملی افغانستان) est la première force de police nationale en Afghanistan.

## Historique
Au service du régime communiste durant la première guerre d'Afghanistan, elle avait été dispersée en 1992 avec la guerre civile qui a suivi la chute du république démocratique d'Afghanistan.

### Formation
L’Académie de police de Kaboul qui avait fermé ses portes a repris du service après la chute des Talibans et dès mars 2002, les premières recrues sont arrivées à Kaboul afin de commencer un entraînement dispensé par des officiers de police allemands.

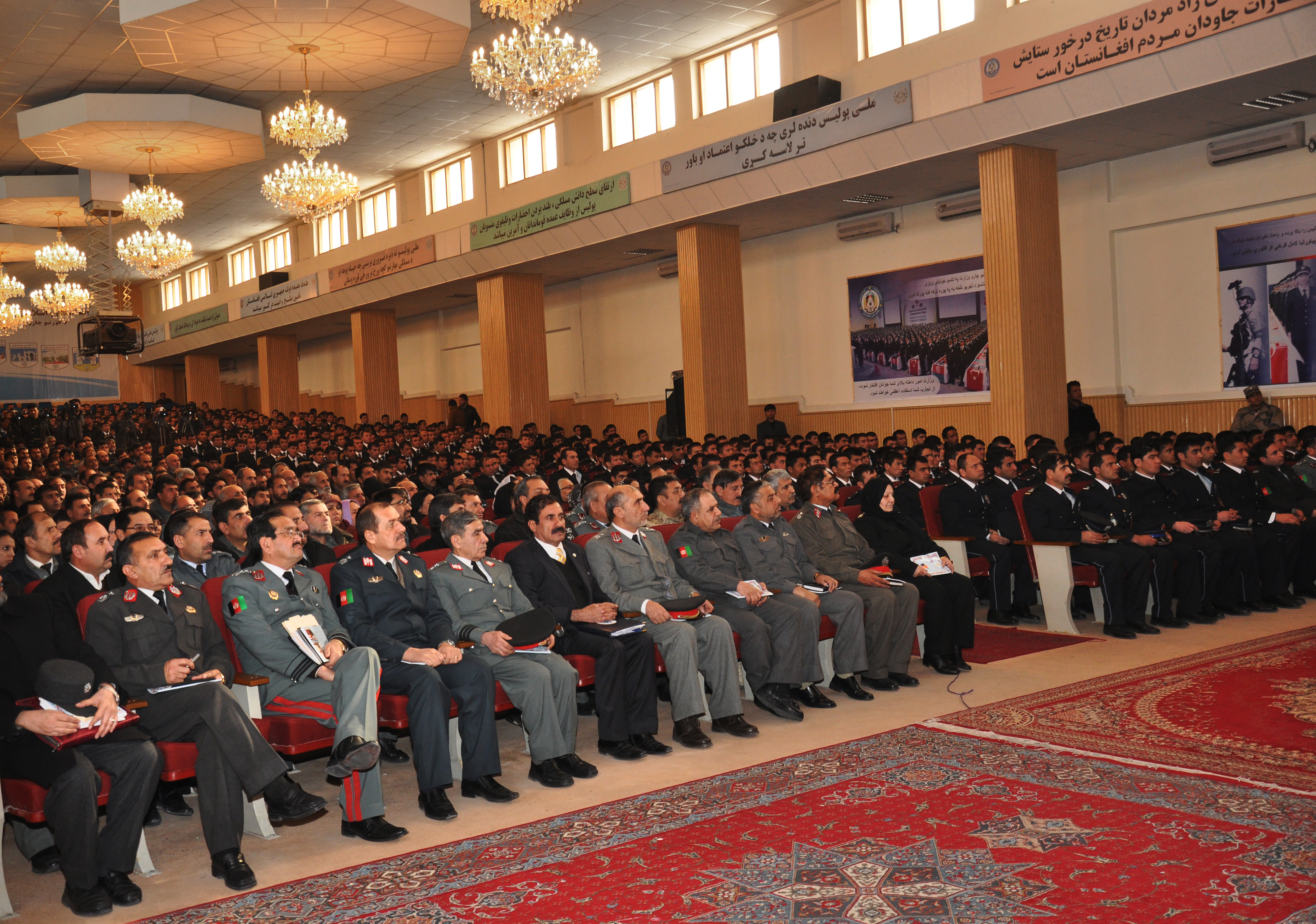
Ministère de l'Intérieur de l'Afghanistan en Kaboul

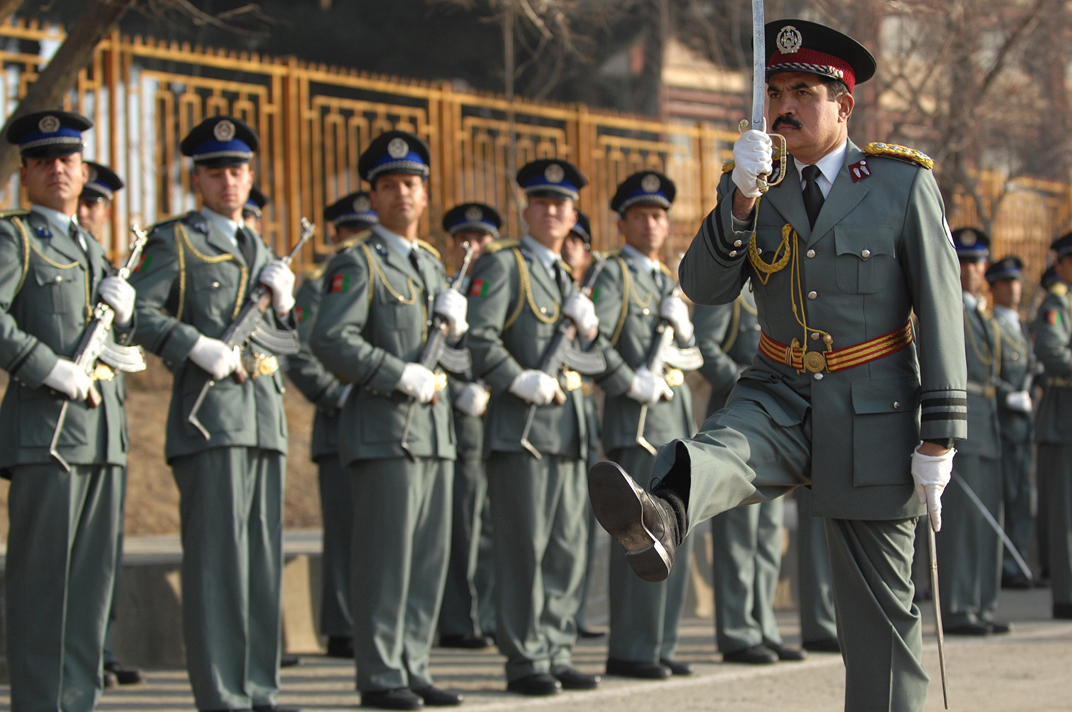
Policiers afghan en uniforme.

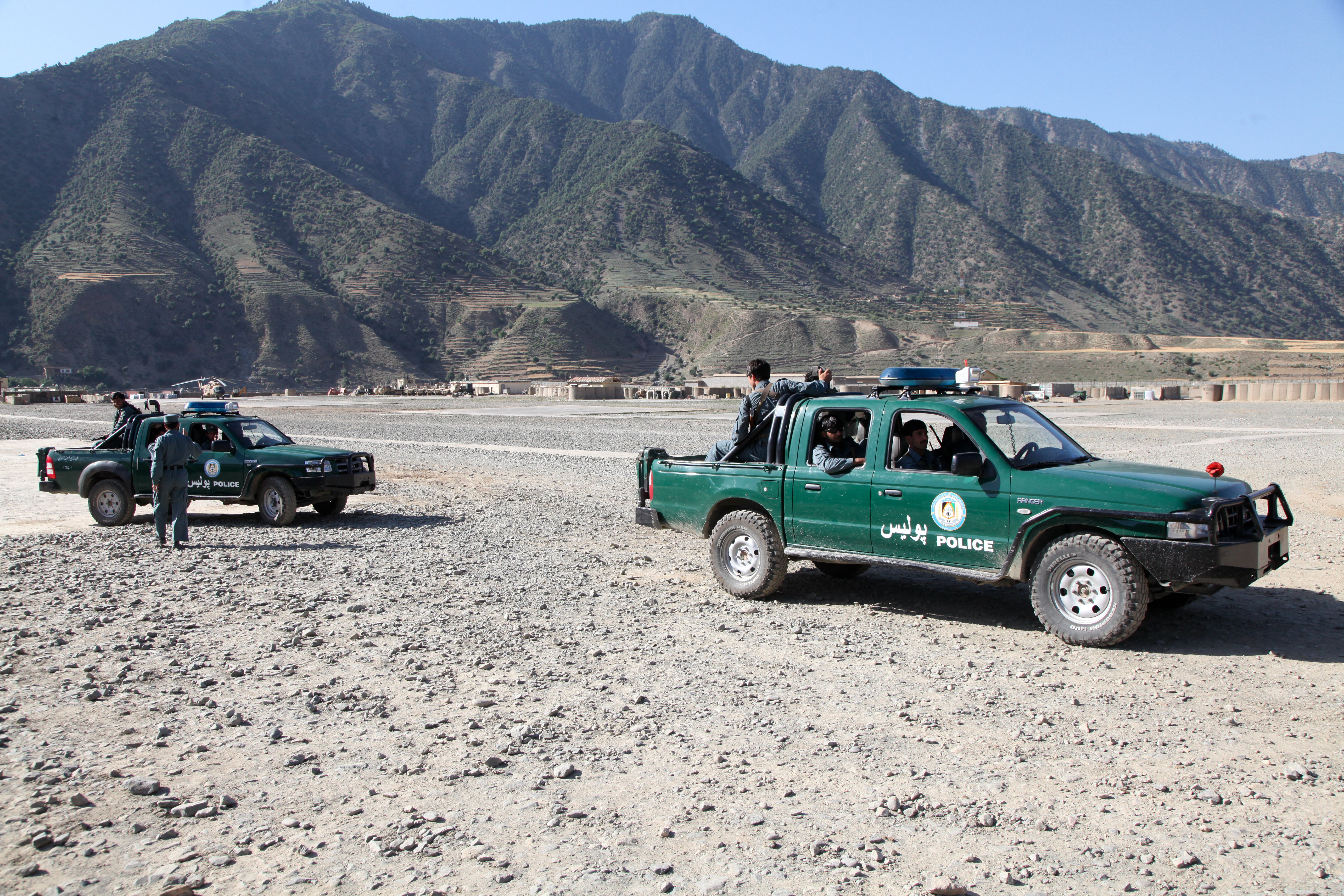
Ford Ranger en Kounar

Un des obstacles principaux rencontrés par l’Allemagne dans ses efforts de formation est l’intégration des structures policières déjà existantes qui étaient composées principalement des moudjahiddines. Ces structures policières étaient caractérisées par un manque important d’équipements, une culture de corruption et un manque d'entraînement aux activités policières. De 2002 à 2006, l’Allemagne a donc investi 80 millions de dollars américains dans la création de la PNA, ce qui était insuffisant afin d’atteindre alors l’objectif prévu de 62 000 policiers complètement formés d’ici la fin de 2010.
Les États-Unis ont donc commencé à participer financièrement à la réforme de la police en 2004 et en avril 2005, le département de la Défense des États-Unis a pris la tête de la refondation de la police.
Cela a permis un accroissement rapide de la formation des recrues de la PNA et une forte augmentation des effectifs de la PNA passant de 4 300 en 2004 à 53 000 en 2005, 62 000 en 2006 et 76 000 en 2009.
Outre les États-Unis et l’Allemagne, d’autres partenaires sont également impliqués dans la formation des membres de la PNA, ce qui est le cas notamment de la FIAS. Ainsi, des policiers civils sont inclus dans la majorité des Équipes provinciales de reconstruction gérées par les pays membres de l’Otan afin de fournir un entraînement adéquat à la PNA après leur formation initiale.
Depuis juin 2007, la Mission policière de l’Union européenne en Afghanistan (EUPEL Afghanistan) a remplacé l’Allemagne en tant que partenaire principal des États-Unis dans le processus de reconstruction de la PNA. L’établissement de cette mission de l’Union européenne comptant au 21 juillet 2010 285 personnels internationaux et 163 locaux permet une plus grande coordination des engagements et des ressources non américaines.
Le lieutenant général William B. Caldwell (en), commandant la mission de formation de l'OTAN, a commencé la refonte du programme de formation et en introduisant davantage de formateurs en novembre 2009. Début novembre 2010, l'armée nationale afghane à un effectif de 138 164 personnes contre 97 011, tandis que ceux de la police nationale sont de 120 504 contre 84 958.
L'objectif en 2010 est que la police soit forte de 160 000 hommes en 2013.

### Missions
Les principales missions de cette police est la lutte contre les talibans et la narco-économie en Afghanistan.
Les forces armées, police nationale et armée nationale, du gouvernement Karzaï sont une des cibles privilégiées des Taliban. Elles ont perdu en octobre 2009 au moins 5 500 tués depuis le début des hostilités. Ces chiffres sont en augmentation puisque pour l'année 2009, les seules pertes de la police s'élèvent, selon le porte-parole du ministère afghan de l'Intérieur, à 1 410 tués.
Un des problèmes de cette police, outre la corruption, est que près de la moitié des nouvelles recrues ont été testées positives lors de tests de dépistage de drogues.

## Structure

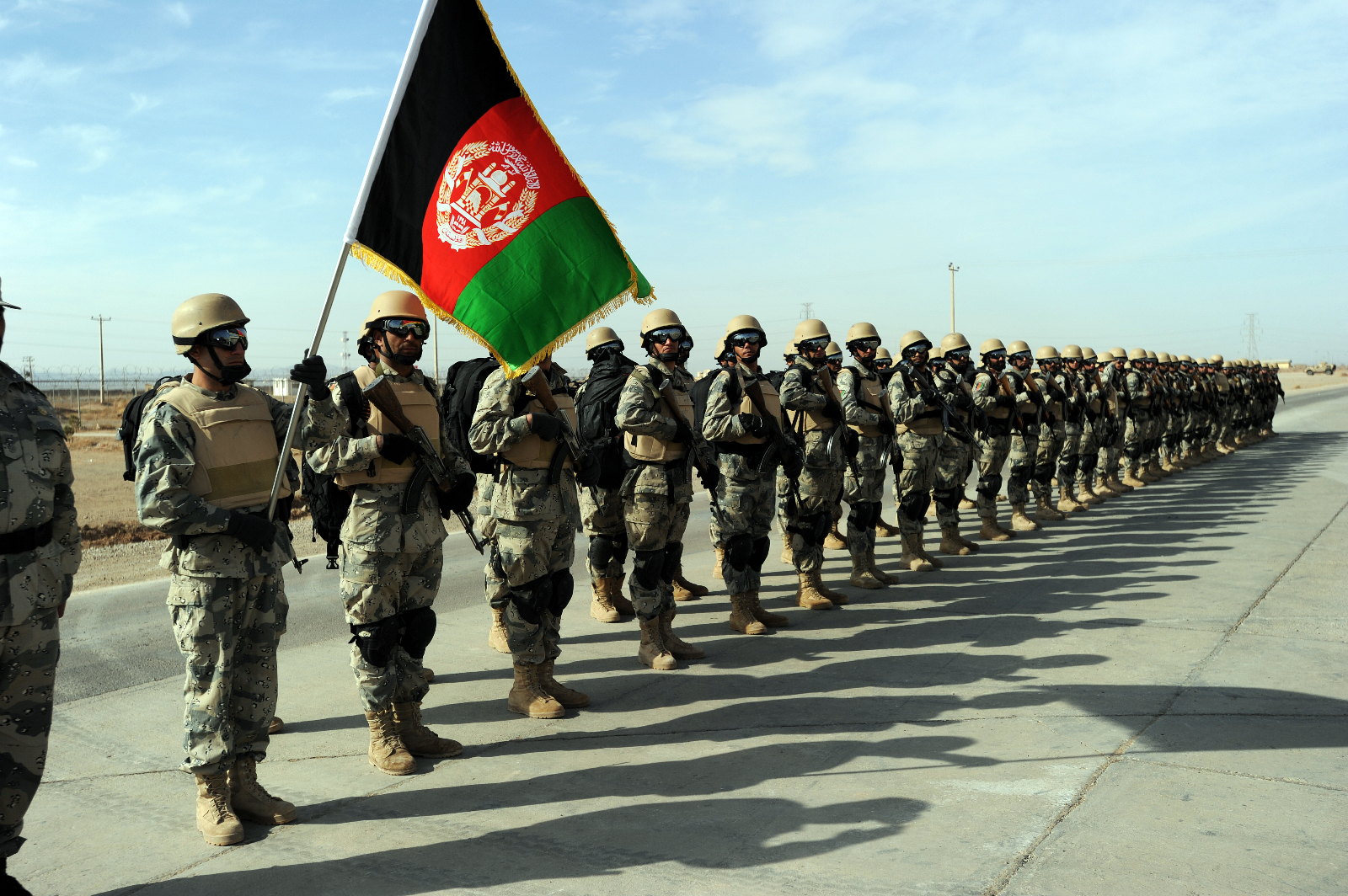
Afghan border police en Herat

La police nationale dépend du ministère de l'Intérieur de l'Afghanistan, elle dispose de plusieurs grands services et s'organise en 2009 en 365 districts, 46 commissariats de villes, 34 provinces, six régions, 20 bataillons de l'ANCOP, 33 bataillons de l'Afghan Border Police, et 135 compagnies de l'Afghan Border Police.
- Police afghane en uniforme : activité quotidienne, maintien de l'ordre ;
- Police nationale afghane de l'ordre (aussi désignée sous son acronyme anglais ANCOP, Afghan National Civil Order Police) : Patrouille en civil, unités d'intervention, SWAT. Ce service qui en janvier 2010 devait compter 5 365 membres est placé à première ligne[10]. Il a eu un taux de démission de 67 % en 2009[11].
- Police aux frontières : surveillance de la circulation aux frontières afghanes; Son effectif en 2009 était de 12 000 hommes.
- Service d'enquêtes criminelles : Police judiciaire
- Police autoroutière : ce service chargé de la circulation des grands axes routiers a été démantelé en 2006 par suite d'une trop forte corruption de ses membres ;
- Police anti-drogue d'Afghanistan : Unité spéciale chargée de la narco-économie en Afghanistan, dépend directement du ministère de l'intérieur.

## Uniforme et armements
Les policiers afghans portent une tenue de combat et une casquette de couleur bleue. En opération contre les insurgés, cet uniforme peut être de type camouflé pour les personnels de l'AUP.
Les Beretta 92FS, Makarov PM et l'AKM (divers modèles dont des AMD-65) sont les principales armes de service de  la PNA. Des Smith & Wesson Sigma (9mm Parabellum), des AK-47, des type 56, des Vz. 58, des PKM et même des RPG-7 font partie de l'armement des policiers afghans.

## Véhicules
Devant la géographie du pays, les principales automobiles utilisés par les policiers afghans sont des 4x4 : Ford Ranger/Ranger SORV (États-Unis), Nissan Frontier (Japon) et Toyota Hilux (Japon) que complètent un parc de Volkswagen Transporter T4/Eurovan (Allemagne) et de UAZ-469 (URSS/Russie). Des Humvee (États-Unis) et des motos Yamaha (Japon) sont aussi en service. Certains véhicules sont armées de mitrailleuses.

## Distinctions

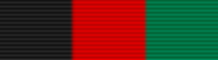
Ruban de la médaille d'honneur du ministère de l'Intérieur - Afghanistan

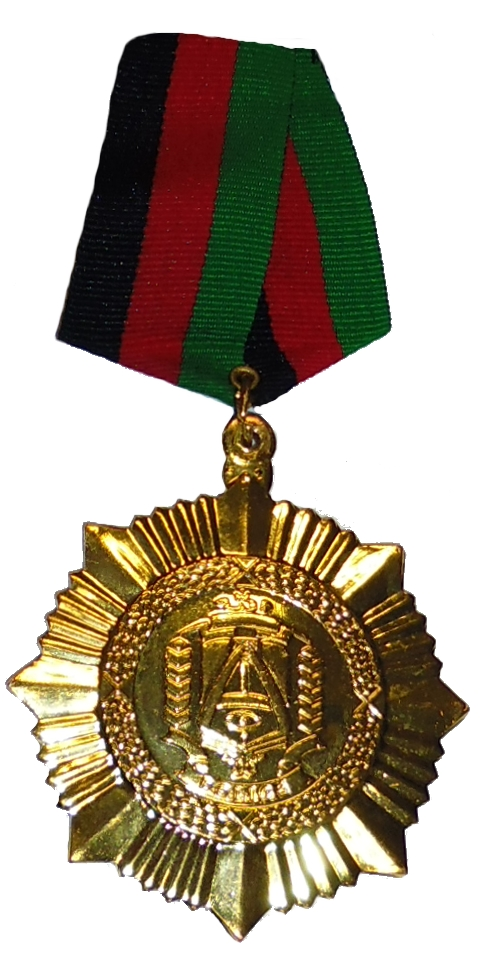
Médaille d'honneur du ministère de l'Intérieur - Afghanistan